# Comuna Uleanivka, Skadovsk
Uleanivka (în ucraineană Улянівка) este o comună în raionul Skadovsk, regiunea Herson, Ucraina, formată din satele Andriivka și Uleanivka (reședința).

## Demografie
Componența lingvistică a comunei Uleanivka
     Ucraineană (92,64%)
     Rusă (4,91%)
     Alte limbi (0,65%)
Conform recensământului din 2001, majoritatea populației comunei Uleanivka era vorbitoare de ucraineană (92,64%), existând în minoritate și vorbitori de rusă (4,91%) și armeană (1,73%).